# Double Exposure
Double Exposure è un album discografico di Nat Adderley, pubblicato dalla Prestige Records nel 1975.

## Tracce
Lato A
1. Watermelon Man – 3:37 (Herbie Hancock)
2. Quit It – 3:46 (Caiphus Semenya, S. Makeba)
3. 59 Go and Pass – 4:20 (Nat Adderley)
4. Contant 19 – 5:02 (Nat Adderley)

Durata totale: 16:45
Lato B
1. Traffic – 4:05 (Julian Adderley)
2. In a Silent Way (The Sound of the Sky) – 5:20 (Carolyn Plummer, Joe Zawinul)
3. Song of the Valdez Diamond – 6:31 (Earl McIntyre)

Durata totale: 15:56

## Musicisti
- Nat Adderley - cornetta
- Nat Adderley - voce (brani: Watermelon Man / Quit it / In a Silent Way (The Sound of the Sky)
- George Duke - pianoforte elettrico, pianoforte acustico, sintetizzatore ARP
- Billy Fender - chitarra (eccetto: Contant 19)
- Phil Upchurch - chitarra (solo nel brano: Contant 19)
- Walter Booker - contrabbasso
- Roy McCurdy - batteria
- King Errisson - percussioni

Musicisti aggiunti:
- Cannonball Adderley - sassofono alto (solo nei brani: Contant 19 e Traffic)
- Johnny Watson - chitarra elettrica solista (brani: Watermelon Man e Quit It)
- Johnny Watson - basso elettrico (brano: Traffic)
- Hal Galper - pianoforte (solo nel brano: Contant 19)
- Rudy Copeland - sintetizzatore mini moog (solo nel brano: Watermelon Man)
- Don Peake - chitarra ritmica (brani: Watermelon Man e Quit It)

Sezione fiati:
- Allen De Rienzo - tromba (solo nel brano: Watermelon Man)
- Snooky Young - tromba (solo nel brano: Watermelon Man)
- Oscar Brashear - tromba (solo nel brano: Watermelon Man)
- George Bohanon - trombone (solo nel brano: Watermelon Man)
- Dick Hyde - trombone (solo nel brano: Watermelon Man)
- William Green - sassofono, flauto (solo nel brano: Watermelon Man)
- Jackie Kelso - sassofono, flauto (solo nel brano: Watermelon Man)
- Jay Migliori - sassofono, flauto (solo nel brano: Watermelon Man)

Sezione strumenti ad arco:
- Jack Shulman - violino (brani: Quit It e In a Silent Way (The Sound of the Sky))
- Henry Roth - violino (brani: Quit It e In a Silent Way (The Sound of the Sky))
- William Hymanson - violino (brani: Quit It e In a Silent Way (The Sound of the Sky))
- Jerome Reisler - violino (brani: Quit It e In a Silent Way (The Sound of the Sky))
- Gareth Nuttycombe - viola (brani: Quit It e In a Silent Way (The Sound of the Sky))
- Alexander Neiman - viola (brani: Quit It e In a Silent Way (The Sound of the Sky))
- Nathan Gershman - violoncello (brani: Quit It e In a Silent Way (The Sound of the Sky))
- Walter Rower - violoncello (brani: Quit It e In a Silent Way (The Sound of the Sky))

Cori:
- Stephenie Spruill (solo nel brano: Quit It)
- Jody Mathis (solo nel brano: Quit It)
- Billie Barnum (solo nel brano: Quit It)[2]